# The Witness
The Witness é um jogo eletrônico de quebra-cabeça desenvolvido e publicado pela Thekla, Inc. Ele foi originalmente lançado em janeiro de 2016 para PlayStation 4 e Microsoft Windows, e posteriormente recebeu conversões para Xbox One, Android, macOS e iOS. A jogabilidade envolve a exploração de uma ilha coberta de estruturas naturais e artificiais. O jogador progride ao resolver quebra-cabeças, que são baseados nas interações com labirintos apresentados em painéis colocados ou escondidos no ambiente. O jogador precisa determinar as regras de cada quebra-cabeça a partir de pistas visuais e gravações de áudio.
Jonathan Blow, o diretor e projetista de The Witness, desejava criar um jogo ao redor de comunicações não-verbais, querendo que os jogadores aprendessem por meio da observação e chegassem em epifanias sobre encontrar as soluções, levando a um maior sentimento de envolvimento e realização com cada sucesso. O jogo inclui por volta de 650 quebra-cabeças, porém não é necessário para o jogador resolver todos a fim de completar o jogo. Blow iniciou os trabalhos em 2008 depois do lançamento de Braid. O sucesso financeiro do título anterior permitiu que ele contratasse uma equipe maior para desenvolver o jogo sem sacrificar sua visão final. A equipe desenvolveu seu próprio motor de jogo com o objetivo de permitir maior liberdade no projeto do estilo visual. Artistas e arquitetos de edifícios e paisagens projetaram as estruturas da ilha com um sentimento realista sem complicar a apresentação visual. Isso fez com que o processo de desenvolvimento se estendesse, com o lançamento sendo adiado pelos anos seguintes. 
Os planos originais de lançamento para o PlayStation 3 e Xbox 360 foram abandonados pois o motor tornou-se muito exigente para os consoles. Blow optou por desenvolver a versão de consoles no PlayStation 4, afirmando que a Sony era mais aberta com desenvolvedores independentes. O jogo recebeu aclamação dos críticos, que elogiaram a dificuldade e transponibilidade de seus quebra-cabeças e também seu estilo visual e mundo. The Witness também foi um sucesso comercial, vendendo em apenas uma semana cem mil cópias, quase o mesmo número de unidades que Braid tinha conseguido em um período de um ano, praticamente recuperando todos os gastos que a Thekla teve durante o desenvolvimento.

## Jogabilidade
The Witness é um jogo de quebra-cabeça e aventura visto a partir de uma perspectiva em primeira pessoa. O jogador explora uma ilha que possui inúmeras estruturas e formações naturais. Ela é dividida em onze seções ao redor de uma montanha que representa o objetivo final do jogador. Em cada seção há uma caixa dourada que precisa ser alcançada para ser ativada, necessitando que o jogador complete uma sequência de quebra-cabeças dentro daquela seção para poder chegar na caixa. Uma vez ativada, uma torre sai da caixa e emite uma luz em direção ao topo da montanha, indicando que aquela parte está completa. O jogador precisa ativar algumas das caixas para poder acessar o interior da montanha e alcançar o objetivo final do jogo, porém quebra-cabeças adicionais podem ser encontrados se todas as onze caixas forem ativadas. Existem quebra-cabeças opcionais espalhados por toda a ilha. Um conjunto opcional de quebra-cabeças, acessível depois de entrar na montanha e coloquialmente chamado de "O Desafio", é um teste contra o tempo para completar doze labirintos gerados algoritmicamente dentro de sete minutos e tendo como trilha sonora "Anitra's Dance" e "In the Hall of the Mountain King" de Edvard Grieg. O jogo final contém mais de 650 quebra-cabeças, algo que Jonathan Blow estimou que tomará em média oitenta horas para os jogadores resolverem. Os quebra-cabeças também incluem um que Blow acredita que menos de um por cento dos jogadores serão capazes de completar.

Um quebra-cabeça em The Witness, em que o jogador precisa separar campos com pontos brancos daquele com pontos pretos enquanto traça um caminho pelo labirinto. Este quebra-cabeça faz parte de uma sequência (vista na esquerda e direita) que ensina as mecânicas ao jogador.

Todos os quebra-cabeças são baseados na mecânica de traçar um caminho através de uma rota em um labirinto desde um ponto de partida, representado por um círculo, até um ponto final, representado por um segmento de linha com final arredondado, sem cruzar a rota já traçada. O objetivo não é sempre simplesmente completar o labirinto, mas encontrar o caminho certo para completar o desafio corretamente. Os labirintos podem ter mais de um ponto inicial e final; o jogador deve encontrar o ponto de partida correto para completar o labirinto, ou descobrir como alcançar um ponto específico a fim de iniciar um evento ao redor de algum ambiente como uma plataforma móvel. Os quebra-cabeças incluem linguagem simbólica que denota a mecânica específica do labirinto. Por exemplo, quebra-cabeças com quadrados brancos e pretos dentro dos espaços entre os caminhos necessitam que o jogador encontre uma rota que separe esses quadrados pela cor. Outros quebra-cabeças precisam que o jogador use o ambiente, como estudar uma árvore próxima com galhos que imitam o quebra-cabeça, ou observar símbolos nas paredes e chão que se alinham com a configuração do quebra-cabeça. Quebra-cabeças localizados dentro de uma mesma seção da ilha são baseados em uma mecânica em comum, frequentemente com uma sequência de desafios aparecendo no início da seção como uma forma de ajudar o jogador a identificar e entender a mecânica e significado dos símbolos. Quebra-cabeças mais avançados combinam duas ou mais mecânicas diferentes.
A maioria dos quebra-cabeças são painéis reconhecíveis espalhados pela ilha, frequentemente conectados com cabos de energia que se iluminam assim que o desafio é resolvido e guiam o jogador para o próximo. Alguns desses painéis incorporam a arquitetura do jogo, como um quebra-cabeça que para determinar a solução o jogador precisa olhar os elementos de fundo através de um painel semitransparente. Também existem quebra-cabeças não tão óbvios construídos no próprio ambiente, com o jogador precisando encontrar o ponto de visão correto para completar o desafio. Em qualquer momento, o jogador pode entrar no modo de desenho de labirintos, que é marcado por uma borda branca na tela. Neste momento, o avatar não se move e isso permite que o jogador utilize os controles para traçar o caminho pelo labirinto apresentado. O modo termina quando o quebra-cabeça é terminado ou quando ele é cancelado. Normalmente, o modo é ativado em frente de um painel, movendo a visão do jogadores diretamente para ele a fim de resolvê-lo, porém também pode ser ativado em qualquer outro momento para resolver os desafios baseados em pontos de observação. Quase todos os quebra-cabeças dão um indicativo sonoro ou visual se eles foram solucionados corretamente ou não.
Os quebra-cabeças em determinada seção da ilha são apresentados de maneira não linear, com os jogadores podendo encontrar painéis que ainda não aprenderam a linguagem simbólica para resolvê-los devido a natureza de mundo aberto do jogo. Dessa forma, os jogadores não precisam completar um desafio assim que o encontram, podendo deixá-lo e vagar para outra área a fim de resolver outros quebra-cabeças, potencialmente ganhando o conhecimento sobre uma nova linguagem simbólica ou a inspiração para soluções mais difíceis. Ao responder algumas preocupações dos jogadores, Blow afirmou que o jogo possui muito mais coisas do que esses labirintos; para ele, "a questão é a mágica que acontece na mente do jogador quando ele compreende as coisas sutis que esses labirintos estão dizendo – porque os labirintos não são apenas quebra-cabeças, eles são linhas de comunicação que agregam, tornam-se mais complexos e eventualmente dizem coisas surpreendentes".
Espalhados pela ilha estão estações com gravações em áudio contendo citações para o jogador, vindas de pessoas como Sidarta Gautama Buda, B. F. Skinner e William Kingdon Clifford. Atores para essas gravações incluem Ashley Johnson, Phil LaMarr, Matthew Waterson e Terra Deva. O jogador também pode encontrar um cinema em que são exibidos pequenos clipes de vídeo, como cenas da série Connections de James Burke e o final de Nostalghia de Andrei Tarkovski. Várias ilusões de ótica baseadas na percepção de profundidade da posição do jogador podem ser encontradas nos ambientes do jogo, como por exemplo duas figuras humanoides aparentemente discrepantes em lugares diferentes da ilha que parecem segurar as mãos quando vistas a partir da posição e ângulo corretos.

## Desenvolvimento

### Conceito

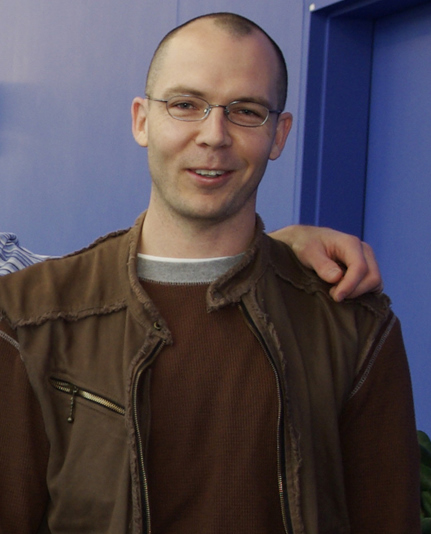
O criador Jonathan Blow.

The Witness foi concebido por Jonathan Blow depois do lançamento de Braid. Ele ficou um tempo longe de um "desenvolvimento sério" depois do sucesso comercial do jogo em 2008, passando seu tempo com protótipos de títulos e novos conceitos, gastando um mês em cada. O conceito que acabou sendo a base de The Witness foi um protótipo que Blow considerou ser "muito ambicioso e desafiador". Ele considerou arriscado pois incluiria o desenvolvimento de um motor de jogo para uma jogabilidade tridimensional, temendo falhar e acabar voltando "para a estaca zero": seu estado de vida antes do sucesso de Braid. Apesar dos desafios, Blow continuou a investir em The Witness já que era o protótipo mais atrativo dentre todos os que tinha criado. O desenvolvimento começou no final de 2008.
O conceito foi baseado em um título anterior que Blow tinha pensado mas nunca completado. Nesse produto inacabado, existia um aspecto de jogabilidade que segundo ele tinha um "momento mágico" que teria deixado o jogo excitante. A jogabilidade de The Witness é baseada nesse "momento mágico" destilado do conceito do outro título, sendo envolvido com seu próprio jogo e história. Blow comparou esse momento com um spoiler para algum filme, dessa forma evitando comentar sobre. A ideia dos painéis de labirinto veio de uma outra ideia anterior que Blow teve por volta de 2002 para um jogo envolvendo magos, em que os jogadores conjurariam feitiços através de movimentos do mouse, um elemento de jogabilidade popular na época, com a habilidade de modificar o efeito das magias por meio de pequenas alterações em movimentos específicos; elementos da história de The Witness pegam emprestado desse conceito.
Um dos objetivos de The Witness era demonstrar os jogos eletrônicos como uma forma de arte, "explorando os diferentes sabores da comunicação não verbal que os jogos podem ter, que eu acho que é importante para entender os jogos como um meio", segundo Blow. O título The Witness (em português: "A Testemunha") é derivado do principal aspecto de jogabilidade de fazer o jogador perceptivo de seus arredores para descobrir o significado e a solução dos quebra-cabeças sem uma comunicação verbal, uma abordagem similar empregada em Myst. Blow atribui a Myst, o título que lhe fez entrar no desenvolvimento de jogos, boa parte do projeto de The Witness. Um aspecto de Myst que ele desejava corrigir era a natureza da "caçada de pixel" em alguns de seus quebra-cabeças; o jogador precisava clicar em várias partes da máquina virtual sem saber o resultado final até mais adiante no quebra-cabeça. Blow criou uma mecânica unificadora para todos os quebra-cabeças de The Witness com o objetivo de evitar confusão, usando os painéis de labirinto nessa função. Enquanto as mecânicas de interação são as mesmas para todos os labirintos, o centro dos quebra-cabeças do jogo é formado pelas regras e comportamentos descritos pela linguagem simbólica do jogo que limitam as interações ou geram os resultados. A ilha foi divida em seções para que assim as informações necessárias para o jogador entender as especificidades dos quebra-cabeças daquela seção estivessem em uma única locação geral, um meio de "[cortar] boa parte da ambiguidade que existia em jogos de aventura". Os quebra-cabeças foram projetados para serem significativos dentro do contexto do jogo, ao invés de serem apenas desafios que precisam ser resolvidos, também com o objetivo de serem diferentes do que qualquer outro quebra-cabeça dentro jogo.
Parte do conceito do jogo é o equilíbrio entre a resolução e percepção de quebra-cabeças, dando ao jogador a liberdade para explorar o mundo e criar uma abordagem não linear à jogabilidade. Dois dos primeiros quebra-cabeças que Blow criou envolviam "pistas em objetos que povoam o mundo", o que o fez perceber que precisava criar um mundo para apoiar esses desafios. Isto formaria uma dicotomia entre exploração e solução de quebra-cabeças, o que para Blow "fazia muito sentido". Ele criou a ilha como um mundo aberto para que assim os jogadores pudessem deixar de lado desafios em que estavam travados e trabalhar em outros, evitando punições pela não resolução de um quebra-cabeça importante. Blow queria que os quebra-cabeças fossem claramente apresentados em campo aberto e sem qualquer distração, uma abordagem que também tinha empregado em Braid. A exploração foi encorajada através da narrativa, contada por gravações em áudio que o jogador pode encontrar pela ilha; por meio desses, Blow tentou criar um "sentimento de solidão em um espaço bonito". Ele esperava que cada jogador tivesse uma percepção diferente da narrativa dependendo de sua abordagem, já que essas gravações podem ser encontradas em qualquer ordem. Inicialmente, elas teriam mais elementos de história, porém posteriormente Blow optou por informações mais ofuscadas e obtusas, similar aos elementos em texto de Braid, como um modo de evitar contar a história diretamente ao jogador e ao invés disso deixá-lo pensar sobre o que a narrativa significa. A equipe projetou a narrativa para que os jogadores que resolvessem mais quebra-cabeças tivessem um entendimento mais concreto da história.
Devido a natureza "nebulosa" da história em The Witness, Blow projetou o jogo para evitar simplesmente "recompensar o jogador" por meio de seduzi-lo ou forçá-lo a prosseguir através de ações fixas a fim de ganhar algum prêmio. Em vez disso, o título foi montado para dar ao jogador a opção de explorar e aprender sobre o mundo criado e chegar a epifanias por conta própria sobre os quebra-cabeças. Blow quis usar o menor número possível de conquistas nos consoles escolhidos, vendo isso como simplesmente um modo de recompensar o jogador. Ele também expressou suas preocupações sobre as telas de mensagens que ocorrem em consoles e computadores, já que considerava The Witness um "tipo sutil de jogo" com áudio ambiente baixo que seria atrapalhado pelas mensagens.
Blow reconheceu que The Witness era um jogo intelectualmente difícil, intencionalmente não desenvolvido para um grande público. Ele considera sua abordagem como "anti-Nintendo", disponibilizando ao jogador poucas para nenhuma instruções em contraste aos jogos tipicamente lançados pela Nintendo. Diferentemente da maioria dos jogos desenvolvidos na época, que Blow considerava que "tratam [seus jogadores] como o denominador comum mais baixo", ele queria que o público de The Witness fosse o jogador que "é inquisitivo e gosta de ser tratado como uma pessoa inteligente". Ele comparou sua abordagem com o romance Gravity's Rainbow de Thomas Pynchon, já que o livro "não está o tempo todo segurando sua mão para garantir que você entenda cada parágrafo", acreditando que poderia fazer a mesma coisa com um jogo eletrônico. O desafio contra o tempo de The Witness com labirintos gerados randomicamente foi propositalmente projetado para ser difícil, com a intenção de "testar o quão profundamente o jogador internalizou as regras dos quebra-cabeças e quão rapidamente ele pode reagir a novas configurações".

### Produção
The Witness foi anunciado pela primeira vez em meados de 2009, algum tempo depois do lançamento de Braid no ano anterior. Blow não tinha na época nenhum plano concreto para lançamento ou publicação do jogo, tendo conseguido reunir um orçamento de aproximadamente oitocentos mil dólares para o desenvolvimento.
Blow criou a Thekla, Inc. para o desenvolvimento e publicação The Witness. Blow trabalhou desde dezembro de 2009 remotamente junto com outras duas pessoas, um artista 3D e um programador técnico. Ele afirmou em 2015 que haviam por volta de oito membros integrais em sua equipe, porém que em 2011 existiam onze pessoas envolvidas, com esse número chegando em quinze no seu máximo. O jogo incorpora as contribuições de outros artistas e programadores em papéis menores, como David Hellman, que anteriormente tinha trabalhado no desenho de arte de Braid e atuou em The Witness conceitualizando o seu desenho. Outros contribuidores incluem Eric Urquhart, que criou conceitos artísticos tridimensionais, e Ignacio Castaño, que desenvolveu um sistema de renderização para os efeitos visuais e de iluminação do jogo. Blow dá muito crédito a Orsolya Spanyol, um artista gráfico recém formado que ele contratou em 2011, por ter transformado as imagens originalmente esparsas da ilha nos cenários mais vívidos que foram incluídos no jogo final. Blow foi capaz de focar mais de seu tempo no projeto de jogo central ao diversificar os trabalhos em The Witness, permitindo que a equipe implementasse sua visão, diferentemente do desenvolvimento de Braid em que ele mesmo também teve de programar boa parte do jogo.
O jogo demorou sete anos para ser completado. Blow atribuiu à expansão do escopo pelo longo período de produção, já que a equipe continuou trabalhando sem parar. Blow optou contra soluções para economizar tempo e dinheiro que teriam afetado sua ambição, como condensar o escopo ou usar um motor de jogo já pronto. Ao invés disso, ele usou os lucros das vendas de Braid, que totalizaram quatro milhões de dólares até abril de 2014, para pagar os custos de desenvolvimento. Blow mesmo assim teve de procurar mais financiamento em fevereiro de 2015 depois de já ter gasto todo o dinheiro de Braid, porém acreditou que as dívidas se justificariam a longo prazo independentemente dos custos extras de um período maior de desenvolvimento. Os custos finais da produção foram estimados em pouco menos de seis milhões de dólares. Apesar de Blow considerar The Witness um jogo eletrônico independente por não ter recebido financiamento ou apoio de uma grande publicadora, ele também acha que o tamanho do projeto em tempo e custo foi próximo daquilo que um estúdio grande produziria, representando um novo tipo de desenvolvimento de jogo na indústria.

A ilha que serve de mundo de jogo para The Witness, que permaneceu praticamente inalterada em seu desenho desde sua criação. Por ser um espaço menor quando comparado a outros jogos de mundo aberto, a Thekla manteve a ilha como uma única zona, o que criou desafios de hora de administrar edições e desenvolvimentos simultâneos.

The Witness utiliza seu próprio motor de jogo desenvolvido pela Thekla, que ocupou uma porção significativa do tempo de desenvolvimento. Blow insistiu em usar um motor próprio ao invés de empregar uma solução já existente, já que ele seria capaz de controlar todos os elementos do motor. Toda a ilha de The Witness foi tratada como uma única zona pois era um mundo de jogo compacto quando comparado a outros títulos, assim simplificando o desenvolvimento da jogabilidade e do motor. Isso criou um desafio secundário para a equipe ao trabalharem simultaneamente no projeto, já que precisavam encontrar meios de permitir que vários desenvolvedores editassem áreas sem recorrerem a limitações em suas versões de controle de sistema, além de poderem trabalhar sem estarem conectados a um servidor central. Blow e a equipe desenvolveram modos não-convencionais de serializar o mundo de jogo em arquivos de texto que teriam um controle de revisão, enquanto ao mesmo tempo deixasse fácil que indivíduos descobrissem conflitos de edição. Eles também converteram as aproximadamente dez mil entidades do mundo em seus próprios arquivos individuais para rastreamento com o objetivo de reduzir mais os conflitos de edição. Outros elementos desse sistema incluem o uso de pontos de controle definidos para que os elementos de terreno automaticamente recalculem as conexões entre si dentro do motor de renderização do jogo, e também um editor de mundo dentro do motor para facilitar o acesso de elementos serializados existentes e a criação de novos.
A equipe de desenvolvimento incorporou o suporte para equipamentos de realidade virtual. Blow teve uma reunião em novembro de 2013 com dois desenvolvedores da Valve que demonstraram sua nova tecnologia SteamVR, algo que achou que ajudava a aprimorar a habilidade do jogador de explorar a ilha. Apesar de tal suporte estar presente no produto final, The Witness não foi projetado para tirar vantagem dessa opção, com o programador Andrew Smith afirmando que muitos dos quebra-cabeças podem ser "trapaceados" se o movimento da cabeça for separado do resto do corpo.

### Projeto e som
O projeto e desenho da ilha de The Witness foi consistente desde o início do desenvolvimento, com a equipe trabalhando em povoar o mundo com quebra-cabeças específicos e detalhando a paisagem e outros ativos de arte. Sam Machkovech, um escritor da Ars Technica que jogou um demo em 2012 e novamente em 2015, comentou que a ilha permaneceu familiar entre essas duas sessões. Um aspecto de projeto do mundo de jogo é o uso de cabos elétricos que percorrem a ilha conectando painéis de labirintos com as mecânicas que eles controlam. Blow achou que eles ajudavam nas partes iniciais do jogo ao proporcionar "extrema clareza" sobre onde o jogador deveria seguir, porém também descobriu que repetir o mesmo padrão deixava o título muito moído. O aspecto dos cabos elétricos foi mantido no decorrer do desenvolvimento, mas os projetistas mudaram o quão fáceis eles eram para acompanhar ao longo da paisagem como um meio de guiar o jogador em direção de objetivos em potencial.

A ilha foi projetada para proporcionar dicas visuais a fim de guiar o jogador para onde ir. Na imagem, o objetivo é destacar os painéis azuis de quebra-cabeça na esquerda e que mais estão presentes dentro da estrutura branca na direita. Mais ao longe, o caminho no chão e as árvores rosas ao fundo indicam outras opções para o jogador explorar.

A ilha foi estruturada para proporcionar uma mistura justa de resolução de quebra-cabeças, exploração e elementos narrativos enquanto ao mesmo tempo evitava o "paradoxo da escolha": dar muita liberdade ao jogador que ele fica sem saber para onde seguir. De acordo com o artista Luis Antonio, uma das primeiras coisas que Blow queria que o jogador visualizasse fosse a montanha era a montanha para que assim eles ficassem cientes de que ela era o objetivo final. O jogo inicialmente começava em um búnquer abandonado convertido em um espaço habitável, porém o jogador sairia sem estar de frente para a montanha da maneira originalmente arranjada. Apesar da equipe ter tentado mover e girar o búnquer para que ele se enquadrasse na visão de Blow, ele acabou sendo abandonado em favor de um espaço mais simples com elementos de interior que se encaixam com outras porções do jogo e que faz o jogador ir para o ambiente exterior com uma visão completa da montanha. A área introdutória também tinha a intenção de servir como tutorial do jogo, ajudados os jogadores a compreender as mecânicas fundamentais entre resolver os quebra-cabeças e explorar o ambiente para encontrar outros, com a equipe passando um bom tempo afinando os detalhes para serem claros sem exposição verbal. Os artistas da equipe trabalharam para apoiar o objetivo de Blow de guiar o jogador por meio de cores contrastantes e estruturas naturais e artificiais a fim de destacar áreas para onde o jogador seria atraído. Blow queria que a arte do jogo começasse com cores vibrantes e grande saturação, apresentando ao jogador um tipo de otimismo, enquanto cenários posteriores tornariam-se menos resplandecentes. Ele também queria garantir que todos os elementos do mundo de jogo se destacassem para evitar ruídos visuais dentro do jogo que poderiam atrapalhar a resolução dos quebra-cabeças. Como realizar isso, ele e a equipe frequentemente tinham que olhar para o jogo como se fossem um jogador novato e identificar quais elementos visualmente os atraíam; esse método muitas vezes identificaria características da ilha que tinham sido incorporadas cedo no desenvolvimento mas que agora não eram mais apropriadas para o produto final.
O estilo artístico foi influenciado por uma abordagem simplificadora, eliminando detalhes mas mantendo as formas gerais para deixar os objetos claramente reconhecíveis. De acordo com Antonio, a equipe tirou inspiração de fotografias do mundo real, ilustrações e os ambientes dos jogos Journey, Team Fortress 2 e Mirror's Edge. Eles ainda assim queriam garantir que o jogador seria capaz de reconhecer a área da ilha em que estavam baseados na aparência visual, como o tipo de árvores ao redor, e garantir que existiam distinções suficientes enquanto simplificavam os ativos para que isso fosse possível. A equipe conseguiu colaborar com a Fourm Design Studio, uma firma de arquitetura, e o Fletcher Studio, uma equipe de arquitetura de paisagens, para que ajudassem no desenvolvimento dos ambientes. De acordo com Deanna Van Buren da Fourm, eles desenvolveram as várias áreas artificiais e cultivadas utilizando o conceito de três períodos de civilização diferentes, com as civilizações posteriores construindo suas estruturas a partir das antigas e as reutilizando como necessário. Os estúdios externos ajudaram a trazer princípios de desenho para a equipe de desenvolvimento, permitindo que eles extrapolassem suas próprias ideias para o jogo final. Blow afirmou que os conselhos e auxílio dos arquitetos ajudaram a moldar a ilha em um modo que "parece mais imersivo só porque os detalhes estão no lugar e seu cérebro meio que pega eles". Blow dá como exemplo o número de edifícios pela ilha em vários estados de deterioração; eles foram originalmente projetados como estruturas detalhadas e completas, tendo sido propositalmente desgastados para criar o visual de arruinados. As estruturas resultantes mantinham detalhes logicamente consistentes, como os restos de suportes de madeira para uma escada apodrecida dentro do castelo, que ajudaram na imersão do jogador.
O jogo final contém pouquíssima música, em vez disso dependendo em sons ambientes do mundo ao redor que foram desenvolvidos pela Wabi Sabi Sound. Blow achou que a adição de música era uma "camada de material que trabalha contra o jogo". Os efeitos sonoros foram ainda mais difíceis de incluir já que a ilha em que The Witness se passa não tem nenhuma forma de vida animal, deixando o jogador muito ciente do quão sozinho ele está. A maioria dos sons ambientes foram gravados por Andrew Lackey da Wabi Sabi Sound enquanto andava pela Ilha Angel dentro da Baía de São Francisco. Lackey colocou os vários efeitos sonoros em camadas para assim permitir muitas variações diferentes dependendo de onde o jogador estava na ilha enquanto ao mesmo tempo proporcionava transições homogêneas de um ambiente para o seguinte.

## Lançamento
O jogo foi revelado oficialmente durante a Penny Arcade Expo de 2010 com a ajuda dos desenvolvedores independentes Chris Hecker e Andy Schatz, que estavam compartilhando o mesmo estande para demonstrar seus próprios jogos: respectivamente SpyParty e Monaco: What's Yours Is Mine; os dois providenciaram uma mesa para demonstrar The Witness sem nenhuma placa ou qualquer outro indicativo. Blow queria manter a demonstração sutil e uma surpresa para poder ver as reações dos jogadores sem a pressão de outras pessoas estarem em uma filha esperando para jogarem também. Ele mesmo esteve presente na conferência, porém manteve-se distante da mesa de demonstração. O fato de The Witness ter estado presente na PAX em forma jogável só foi revelado depois por Blow e Stephen Tolito da Kotaku, que viu e jogou o título mas só comentou sua presença depois. Os jogadores que testaram o jogo na PAX ou que depois viram imagens no artigo da Kotaku ficaram preocupados que The Witness seria simplesmente uma série de labirintos para resolver. Blow reiterou que existia muito mais do que labirintos  e comentou que tinha encontrando problemas similares ao divulgar e promover Braid, já que ver vídeos de porções do título não serviam para demonstrar "o que acontece na mente do jogador durante o processo de resolução dos quebra-cabeças".
Blow antecipou na época da revelação do jogo em 2010 que The Witness seria lançado para Microsoft Windows e aparelhos iOS, além de um conjunto não especificado de consoles, incluindo possivelmente o PlayStation 3 e Xbox 360. Mais tarde no mesmo ano, ele atualizou sua afirmação e disse que não haveria lançamento em consoles durante a janela inicial de estreia, considerando a quantidade de tempo adicional de programação e limitações das plataformas. Blow foi capaz de contratar mais dois programadores em novembro de 2011 e repensou o lançamento nos consoles; apesar de inicialmente não ter se comprometido com um lançamento em tais plataformas, a força de trabalho adicional ajudaria tornar possível uma versão de console pronta na época do lançamento, com uma versão para outros consoles ficando disponível mais adiante. Enquanto o desenvolvimento de The Witness prosseguia e seu motor de jogo tornava-se mais complexo, Blow optou por abandonar o desenvolvimento de versões para consoles da sétima geração, citando como motivo suas "especificações de sistema relativamente baixas".
O desenvolvimento de The Witness para os consoles da oitava geração tornou-se uma possibilidade por volta de 2012, com Blow e a equipe passando a prestar atenção na possibilidade. Eles descartaram o Wii U por motivos de especificações técnicas e decidiram escolher entre o PlayStation 4 e Xbox One. A Sony foi capaz de proporcionar informações de equipamento e pacotes de desenvolvimento na época da decisão. A empresa também estava indo atrás de desenvolvedores independentes como Blow para que eles conhecessem mais do novo console em preparação para seu lançamento, enquanto a Microsoft ainda não tinha liberado informações concretas sobre sua plataforma. Blow optou pelo PlayStation 4; essa decisão também foi auxiliada por representantes da Sony que estava interessados em levar The Witness para seu sistema, além de uma tendência maior da empresa de disponibilizar mais jogos digitais e independentes para seu console em comparação com o controle rígido da Microsoft. Blow afirmou que a decisão não foi tomada baseada em acordos monetários. Ele também reconheceu que teve dificuldades em trabalhar com a Microsoft no passado, anteriormente tendo explicado as várias questões que enfrentou com a companhia para poder lançar Braid. The Witness foi planejado para sair em 2013 durante a janela de lançamento do PlayStation 4 como um exclusivo por tempo limitado. Nesse momento, as versões de Windows e iOS estavam planejadas para sair junto com a versão de console, excluindo quaisquer atrasos que a Thekla poderia enfrentar. Versões para outros consoles poderiam ocorrer posteriormente caso a equipe optasse por desenvolvê-las.
The Witness perdeu o planejado lançamento em 2013 enquanto a equipe continuava a melhorar e aprimorar o jogo. Blow anunciou em setembro de 2015 que o jogo finalmente seria lançado em 26 de janeiro de 2016 simultaneamente para PlayStation 4 e Microsoft Windows, com uma versão para iOS para sair algum tempo depois. Apesar da ESRB ter avaliado o título para Xbox One, Blow clarificou que naquele momento não havia planos para lançamento naquela plataforma, com a avaliação da ESRB tendo sido obtida na mesma época que as outras versões confirmadas para que o processo não precisasse ser repetido caso o jogo fosse lançado nesse console no futuro. Ele anunciou uma semana antes da estreia que The Witness custaria quarenta dólares, uma quantia que afirmou ser "bastante reflexiva do que o jogo é". O valor recebeu algumas críticas como um preço alto para um jogo independente. Jornalistas acharam que o preço era justificado dada as estimadas cem horas de jogabilidade que Blow tinha dado, além de ser comparável a outros jogos de quebra-cabeça similares como The Talos Principle, que também foi lançado com o mesmo valor. A equipe de desenvolvimento criou três vídeos "imagem longa" a fim de promover o jogo, inspirando-se no filme experimental Koyaanisqatsi, que lentamente passa pela ilha e seus elementos sem nenhuma espécie de comentário. Uma conversão para Xbox One acabou anunciada em agosto e foi lançada em 13 de setembro. Essa conversão é basicamente igual às versões de PlayStation 4 e Microsoft Windows com exceção de algumas diferenças técnicas, com Blow afirmando que quaisquer mudanças teriam "bagunçado com o jogo". O prjetista afirmou que houve discussões com publicadoras sobre um lançamento físico, porém ele optou por não tomar esse passo inicialmente, citando o tempo adicional que seria necessário para o processo de fabricação e distribuição. Porém, com o jogo completo e lançado digitalmente, a equipe está aberta para possíveis versões de varejo.
Alguns jogadores relataram após o lançamento que estavam tendo enjoo de movimento devido à combinação do campo de visão estreito de The Witness e o balanço do ponto de vista do jogador que simula os movimentos de uma caminhada. Blow afirmou que a equipe trabalharia em uma atualização do jogo para permitir que os jogadores ajustassem seu campo de visão, desabilitassem o balanço da câmera e ligassem uma opção de movimentos mais rápidos. Essa atualização foi lançada em abril de 2016.

## Recepção

### Críticas
The Witness foi muito bem recebido pela crítica. Ele tem uma nota agregada no site Metacritic de 87/100 para Microsoft Windows baseado em vinte resenhas, e também 87/100 no PlayStation 4 baseado em 82 resenhas. Chloi Rad da IGN deu ao jogo uma nota perfeita de 10/10, chamando-o de obra-prima e afirmando que era "[um] jogo de quebra-cabeça lindo, poderoso e inteligentemente projetado com uma riqueza de mistérios para desvendar". Brenna Hillier da VG24/7 elogiou o uso da perspectiva em primeira pessoa para apresentar o que do contrário seriam simples séries de quebra-cabeças, tendo ficado impressionada com a grande curva de aprendizagem dos desafios, "quebra-cabeças impossíveis e incompreensíveis tornaram-se simples exercícios depois de você visitar lugares na vizinhança". Aaron Riccio da Slant Magazine achou que houve uma "mudança dissonante" assim que o jogador entrou na montanha, com os quebra-cabeças baseando-se mais na ofuscação em um ambiente mais clínico, contrastando com o resto da ilha.
Jake Muncy da Wired ficou impressionado com o jogo, porém achou que a falta de qualquer orientação narrativa ou de jogabilidade poderia fazer com que jogadores abandonassem a experiência. Além disso, depois de completar o jogo, ele comentou que apesar de Blow ter comparado The Witness com o romance Gravity's Rainbow, o primeiro falhava em criar na ilha um cenário vívido e uma obra cativante. Oli Welsh da Eurogamer elogiou os quebra-cabeças por proporcionarem ao jogador vários momentos de "eureka" e considerou que o jogo era um análogo de Variações Goldberg de Johann Sebastian Bach, mas achou que a narrativa em cima dos desafios era "egocêntrica e intencionalmente obscura" e acreditou que ela poderia ter sido omitida, já que Blow "não precisava ter tentado fazer quebra-cabeças a partir da arte quando ele já tinha, tão lindamente e com tanto sucesso, feito arte a partir de quebra-cabeças". Justin McElroy da Polygon deu a The Witness uma nota 8/10, descrevendo-o como "edificante, mas frustrante"; ele criticou a quantidade de tempo gasta na resolução de alguns quebra-cabeças e achou que jogadores menos pacientes usariam atalhos. "Isso naturalmente levará a mais trapaças. Será uma bola de neve". Já Bob Mackey da US Gamer foi bem mais critico com o jogo, dando uma nota 2/5. Apesar de inicialmente elogiar os visuais e o mundo, ele achou que os quebra-cabeças eram muito difíceis e que "simplesmente há muita coisa acontecendo para me dar um retorno apropriado sobre o que estou fazendo errado", sugerindo que "Blow talvez tenha ficado muito próximo de seu próprio trabalho".
Várias teorias já foram propostas sobre o significado da história de The Witness e de seu final. David Roberts da GamesRadar tentou analisar o significado do jogo e achou que era sobre a natureza das epifanias dentro do escopo da epistemologia, a teoria do conhecimento. Roberts afirmou que enquanto o jogador progride pelos quebra-cabeças, ele começa a reconhecer outros elementos ambientais da ilha, além dos painéis interativos, como quebra-cabeças também, e para obter a sequência de créditos do jogo (que Roberts chama de o "verdadeiro final"), o jogador deve resolver um quebra-cabeça ambiental construído em um dos primeiros quebra-cabeças que ele encontra assim que começa o jogo: "o final da jornada torna-se o começo, a o começo leva ao final – o próprio círculo da epifania".

### Vendas
Uma semana após o lançamento, Blow afirmou que The Witness tinha vendido quase o mesmo número de cópias que Braid tinha conseguido vender em um período de um ano. Ele depois especificou que as vendas da primeira semana foram de mais de cem mil cópias com uma renda de mais de cinco milhões de dólares, faltando pouco para eles superarem todos os seus custos de desenvolvimento, algo que com esse extra a Thekla começaria a considerar conversões para outras plataformas, potencialmente incluindo iOS, Android, OS X e Xbox One. Durante esse período, Blow observou que a versão de Windows de The Witness foi um dos jogos mais baixados através de sites de BitTorrent ilegais, comparável ao que havia visto com Braid. Ele tinha optado por abrir mão de gestão de direitos digitais fortes por acreditar que as "pessoas devem ter a liberdade de serem donas das coisas", porém comentou que ele talvez mude seu pensamento e que softwares de controle de pirataria "podem acontecer no próximo jogo".